# António, Infante de Portugal (1516)

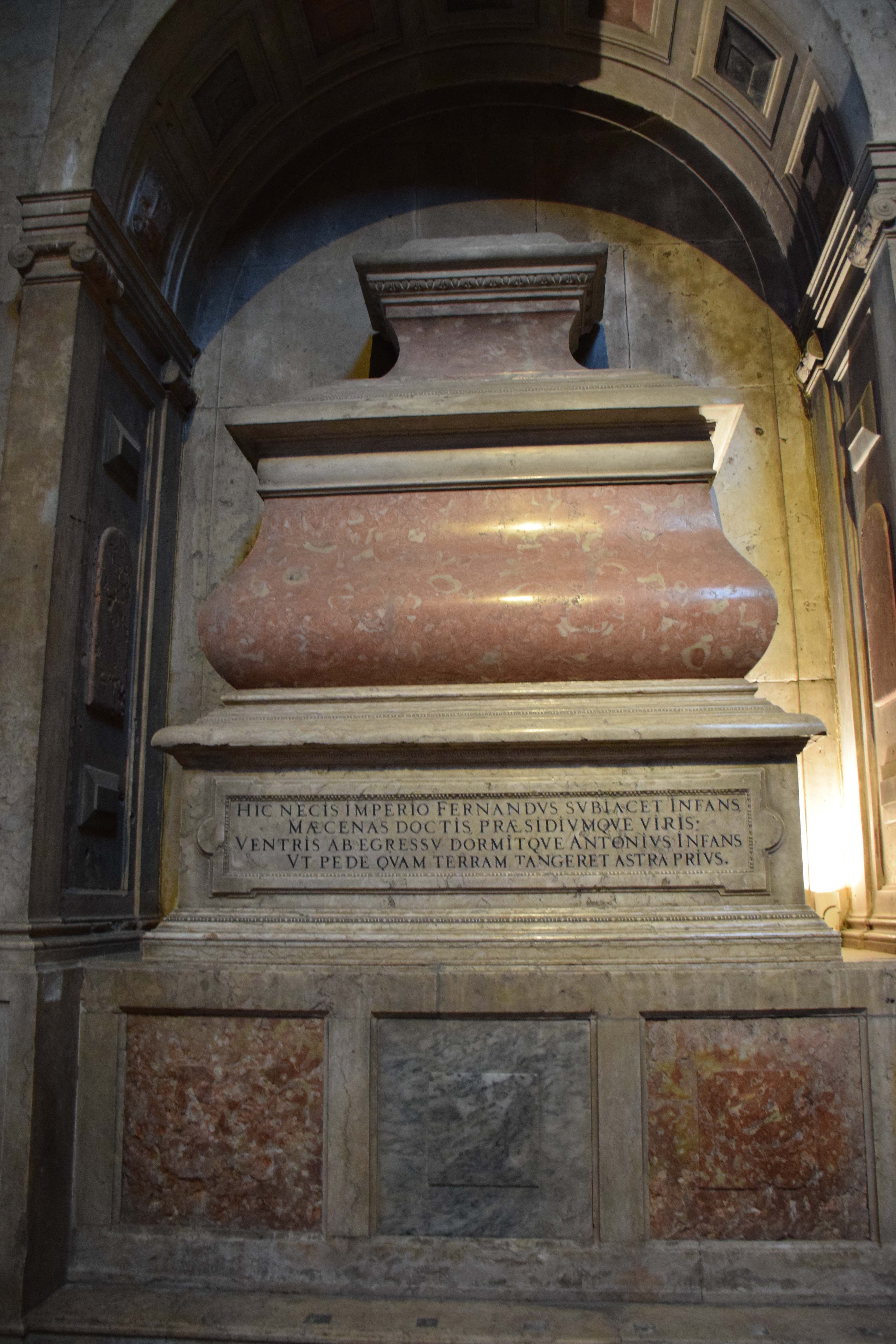
Túmulo de D. António na Igreja do Mosteiro dos Jerónimos

António de Portugal ou António de Avis e Trastâmara foi o décimo e último filho do casamento entre Manuel I de Portugal e Maria de Trastâmara, sua segunda esposa, sendo assim neto por via paterna de Fernando, Duque de Viseu e de Beatriz, e por via materna, dos Reis Católicos, Isabel de Castela e Fernando de Aragão.
António nasceu em Lisboa em 8 de Setembro de 1516, tendo falecido com menos de dois meses de vida a 1 de Novembro de 1516.
Embora não tenha sido imediatamente fatal, as consequências da décima gravidez da rainha Maria (já de risco, dados os seus trinta e quatro anos de idade) resultaram na sua morte em 7 de Março do ano seguinte, o que levou Manuel ao seu terceiro casamento com Leonor de Áustria.